# Rubén Guijarro
Rubén Guijarro Palma (Barcelona, 28 de enero de 1982) es un politólogo y político español del PSC, fue alcalde de Badalona desde noviembre de 2021 hasta junio de 2023.